# Ahmad Amir Kamdar
Ahmad Amir Kamdar (tiếng Ba Tư: احمد امیرکامدار, sinh ngày 5 tháng 1 năm 1989) là một cầu thủ bóng đá người Iran hiện tại thi đấu cho Naft Tehran ở Persian Gulf Pro League.

## Sự nghiệp câu lạc bộ

### Mes Kerman
Amir Kamdar là một phần của Học viện Pas từ năm 2008. Anh được đẩy lên đội một vào mùa đông năm 2008 với bản hợp đồng 2 năm.

### Moghavemat Tehran
Mùa giải 2010–11, anh gia nhập Moghavemat Tehran thi đấu hai mùa giải.

### Gostaresh Foolad
Anh gia nhập Gostaresh vào mùa hè năm 2012. Anh có màn ra mắt cho Zob Ahan ở vòng đầu tiên của Azadegan League 2012–13 ở vị trí tiền vệ. Anh ghi bàn thắng đầu tiên cho câu lạc bộ ở vòng 15 của Iran Pro League 2013–14 trước Foolad.

### Zob Ahan
Vào mùa đông năm 2016 Ahmad ký một hợp đồng 18 tháng với đội bóng tại Iran Pro League Zob Ahan.

## Thống kê sự nghiệp câu lạc bộ
Tính đến 1 tháng 1 năm 2016.
| Câu lạc bộ          | Hạng đấu            | Mùa giải            | Giải vô địch | Giải vô địch | Cúp Hazfi | Cúp Hazfi | Châu Á  | Châu Á    | Tổng    | Tổng      |
| Câu lạc bộ          | Hạng đấu            | Mùa giải            | Số trận      | Bàn thắng    | Số trận   | Bàn thắng | Số trận | Bàn thắng | Số trận | Bàn thắng |
| ------------------- | ------------------- | ------------------- | ------------ | ------------ | --------- | --------- | ------- | --------- | ------- | --------- |
| Gostaresh Foolad    | Hạng đấu 1          | 2012–13             | 25           | 0            | 0         | 0         | –       | –         | 25      | 0         |
| Gostaresh Foolad    | Pro League          | 2013–14             | 19           | 1            | 0         | 0         | –       | –         | 19      | 1         |
| Tractor Sazi        | Pro League          | 2014–15             | 26           | 0            | 0         | 0         | –       | –         | 26      | 0         |
| Siah Jamegan        | Pro League          | 2015–16             | 12           | 1            | 1         | 0         | –       | –         | 13      | 1         |
| Zob Ahan            | Pro League          | 2015–16             | 7            | 1            | 0         | 0         | 6       | 0         | 13      | 1         |
| Tổng cộng sự nghiệp | Tổng cộng sự nghiệp | Tổng cộng sự nghiệp | 89           | 3            | 1         | 0         | 6       | 0         | 96      | 3         |

## Danh hiệu

### Câu lạc bộ
Tractor Sazi
- Á quân Iran Pro League: 2014–15

Zob Ahan
- Cúp Hazfi: 2015–16